# Kolašin
Kolašin (czarn. Колашин) – miasto w środkowej Czarnogórze, siedziba gminy Kolašin. W 2011 roku liczyło 2725 mieszkańców.
W Kolašinie mieszkają dwie główne narodowości: Czarnogórcy ok. 50% i Serbowie ok. 45%.

## Historia
Wieś Kolašin po raz pierwszy wspomniano w dekrecie sułtana osmańskiego w 1565 roku, w którym zmarły wielki książę Miloš został zastąpiony przez swojego syna Todora. Na bazie tej wsi powstała w połowie XVII wieku osada-twierdza Kolašin założona przez Turków Osmańskich.

## Transport
Przez miasto przebiega droga M2 będąca częścią trasy europejskiej E65 (łącząca Zagrzeb z Prisztiną). Ponadto w mieście znajduje się stacja linii kolejowej Belgrad – Bar. W odległości 80 kilometrów znajduje się lotnisko w Podgoricy, które obsługuje loty do większych miast europejskich.

## Turystyka
Miasto znajduje się u podnóża gór Bjelasica i Sinjajevina, gdzie znajdują się stoki narciarskie oraz uzdrowisko spa. Jest to znany ośrodek narciarski. W pobliskiej dolinie znajduje się wyciąg krzesełkowy na szczyt Čupovi (1973 m) oraz kilka wyciągów orczykowych. Latem zaś miasto stanowi dobrą bazę do uprawiania turystyki górskiej. Tutaj ma także swój początek większość spływów kajakowych po rzece Tara.

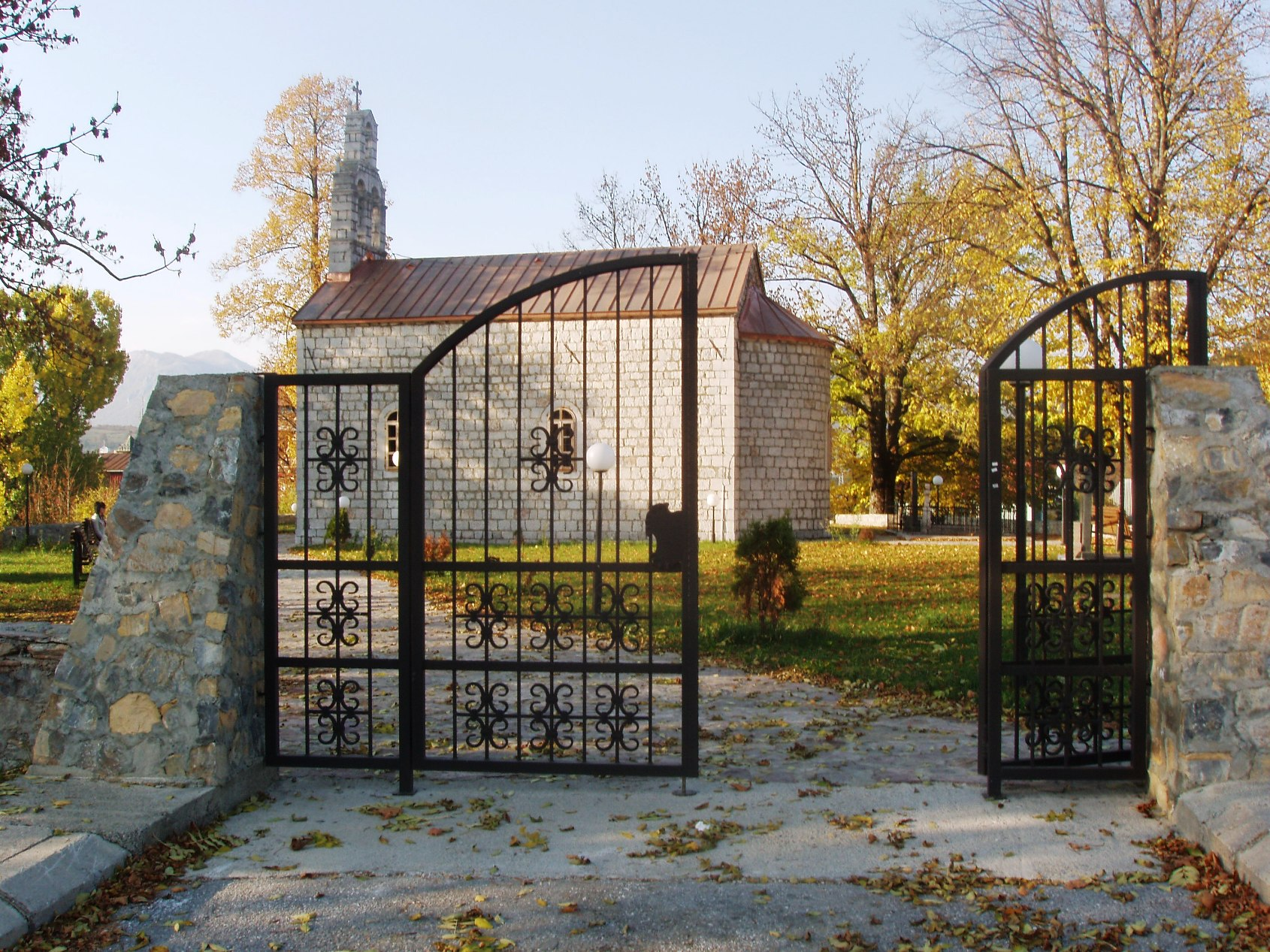
Cerkiew
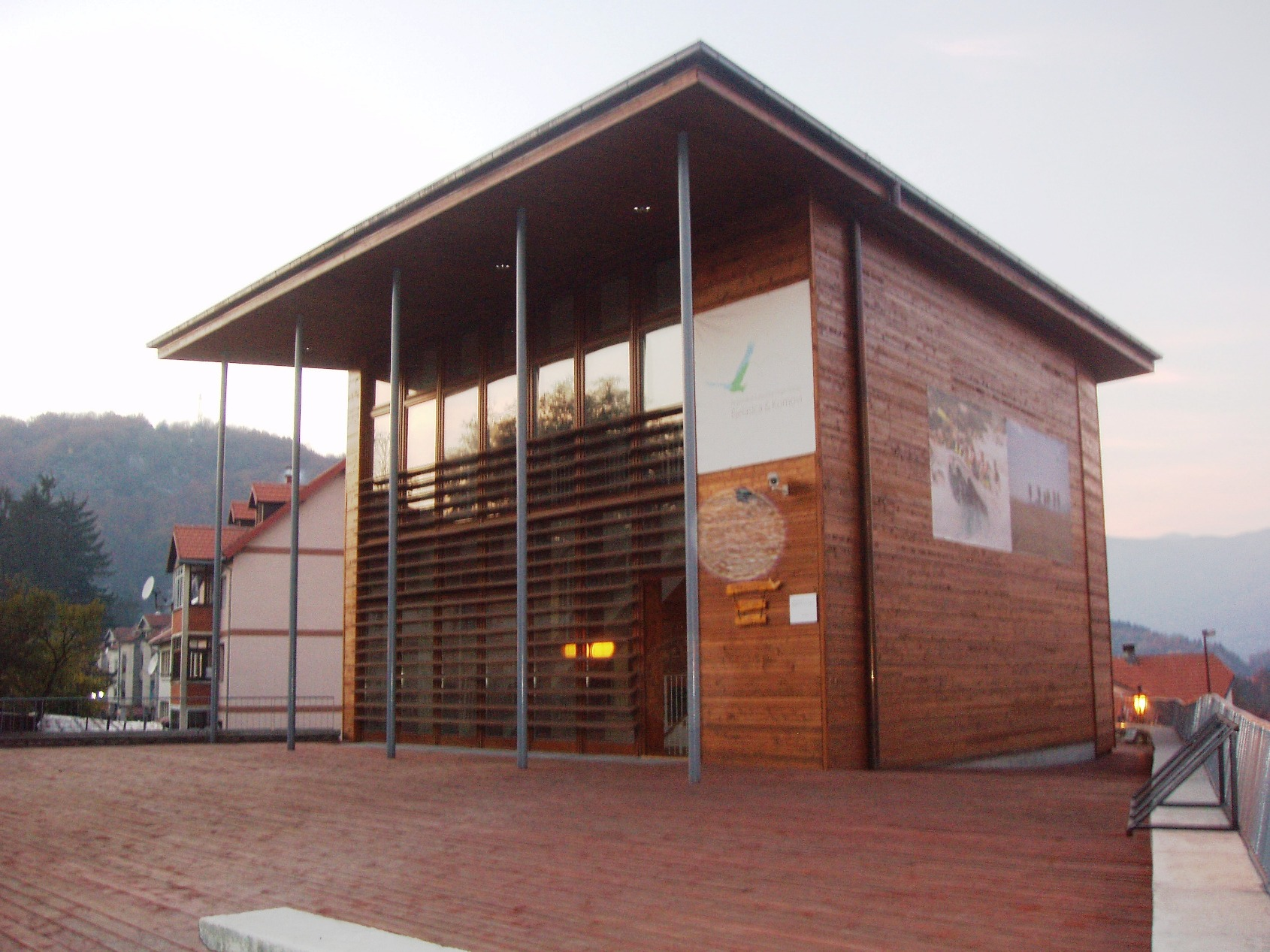
Budynek centrum informacji turystycznej